# Børge Knudsen
Børge Knudsen (født 20. juni 1911 i Roskilde, død 14. december 1987) var en dansk bankdirektør.
Han var søn af vognpasser ved DSB Lars Knudsen (død 1943) og hustru Anna Kirstine f. Jensen (død 1926), tog realeksamen i Roskilde 1927, derefter ansat i Roskilde Landbobank til 1934 og fra 1934 i Amagerbanken, hvor han blev bogholder 1944, hovedbogholder 1951. kontorchef 1955, underdirektør 1956, direktør 1961 og adm. direktør 1967, hvilket han var indtil 1980.
Knudsen var Ridder af Dannebrog, formand for Københavnske Bankers Forening af 1920 fra 1970; medlem af bestyrelsen og repræsentantskabet for Danske Bankers Fællesrepræsentation fra 1970, af repræsentantskabet for Byggeriets Realkreditfond fra 1967, af styrelsen 1968-70 og fra 1972; formand for Bankforeningernes Forvaltningsinstitut fra 1971; medlem af af repræsentantskabet for Finansieringsinstituttet for Industri og Håndværk A/S fra 1970, af bestyrelsen for Grønlandsbanken fra 1970; medlem af bestyrelsen for diakonissehuset Sankt Lukas Stiftelsen fra 1966, kasserer fra 1969; direktør for og medlem af bestyrelsen for Ejendomsakts. Amak fra 1967; medlem af bestyrelsen for Højdevang Plejehjem fra 1967; medlem af bestyrelsen for Amager Museumsforening og Foreningen Amagermuseets Venner fra 1968; næstformand i Højdevang Sogns menighedsråd 1962-65. formand 1965-68; medlem af bestyrelsen for Højdevang Sogns fritidshjem 1956-68; næstformand for bestyrelsen i Foreningen Norden, Sundby afd. 1958-59, fomand 1959-61. 